# Moro (Pakistan)
Pour les articles homonymes, voir Moro.
Moro (en ourdou : مورو) est une ville pakistanaise située dans la province du Sind. Elle est située dans le district de Naushahro Feroze. La ville se trouve à seulement douze kilomètres de l'Indus.
La population de la ville a été multipliée par près de cinq entre 1972 et 2017, passant de 19 132 habitants à 95 398. Entre 1998 et 2017, la croissance annuelle moyenne s'affiche à 2,4 %, soit le même niveau qu'à l’échelle nationale. En 2023, la population de la ville monte à 142 685 habitants.
La ville est essentiellement sindie, puisque plus de 91 % des habitants en parlent la langue, et on trouve de petites minorités parlant ourdou (6 %) et pendjabi (2 %).
Essentiellement musulmane, la ville inclut une minorité hindoue, comptant plus de 3 000 fidèles, plus de 2 % des habitants de la ville.
Le taux d'alphabétisation de la ville s'élève à 64 % en 2023 (contre une moyenne nationale de 61 %), dont 73 % pour les hommes et 55 % pour les femmes.
|            | 1972 (rec.) | 1981 (rec.) | 1998 (rec.) | 2017 (rec.) | 2023 (rec.) |
| ---------- | ----------- | ----------- | ----------- | ----------- | ----------- |
| Population | 19 132      | 30 340      | 61 033      | 95 398      | 142 685     |